# 李彥珣
李彥珣，唐朝末年至五代十国后唐、后晋官员，邢州人。
李彥珣年轻时為州牙吏，唐朝天祐年间，李嗣源鎮邢州，李彥珣不知检点，在李嗣源左右拍马屁，李嗣源即位为唐明宗，以李彥珣為通事舍人。派他出使東川，到达東川之境，因为李彥珣失礼敬，他的僕從為董璋所收捕，李彥珣逃還。朝廷攻打董璋，明宗下詔授任他为行營步軍都監。李彥珣平素不孝父母，在鄉断絕对父母的供养，同列讨厌他的其惡，不久出為外任。清泰年间，担任河陽行軍司馬，張從賓為亂，他结党相助，張從賓失敗，他逃到魏州。范延光叛乱，署任為步軍都監，委任他守城，招討使杨光远以李彥珣受到范延光任用，想要诱降李彥珣，派人到邢臺找到其母，令她在城下招降。李彥珣識得其母，放箭射死了她。后隨范延光出降，授坊州刺史，近臣将李彥珣的惡逆上奏石敬瑭，石敬瑭说：「赦命已行，不可更改。」于是赴任，後以贪贓被誅。